# Leichtathletik-Europameisterschaften 1969/Weitsprung der Frauen

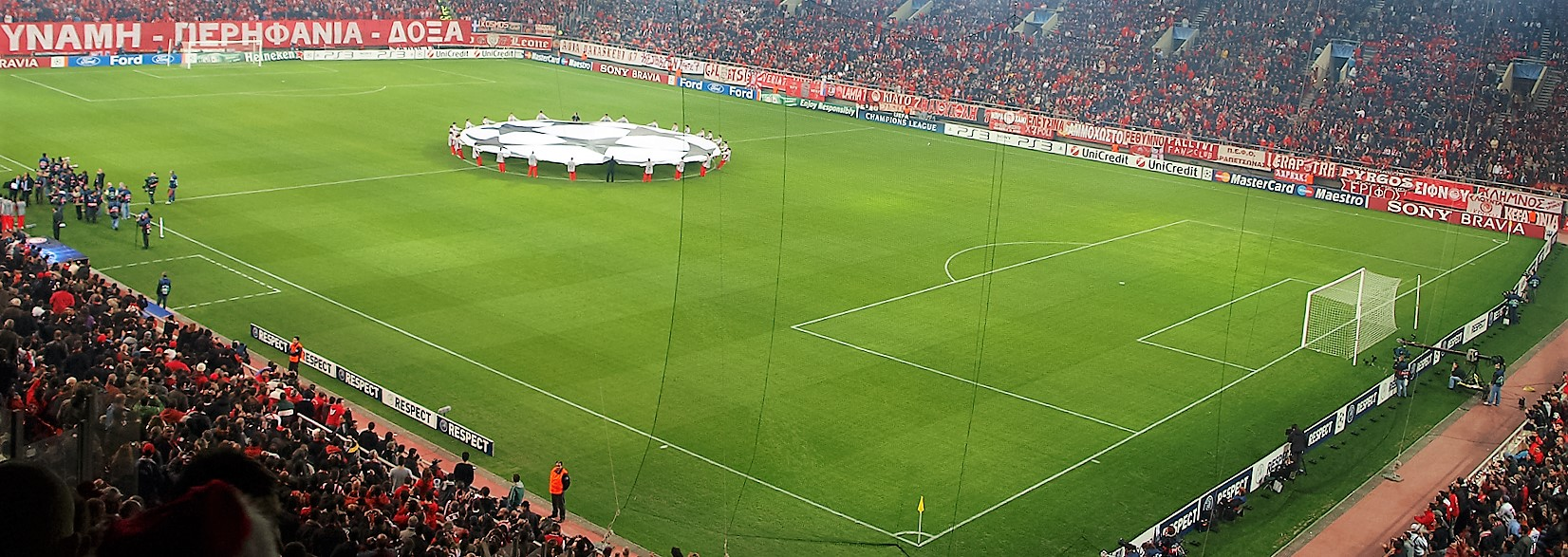
Das Karaiskakis-Stadion im Jahr 2009

Der Weitsprung der Frauen bei den Leichtathletik-Europameisterschaften 1969 wurde am 19. September 1969 im Athener Karaiskakis-Stadion ausgetragen.
Europameisterin wurde die Polin Mirosława Sarna. Sie gewann vor der rumänischen Weltrekordinhaberin und Olympiasiegerin von 1968 Viorica Viscopoleanu. Bronze ging an die Norwegerin Berit Berthelsen.

## Bestehende Rekorde
| Weltrekord           | 6,82 m | Viorica Viscopoleanu | OS Mexiko-Stadt, Mexiko | 14. Oktober 1968  |
| Europarekord         | 6,82 m | Viorica Viscopoleanu | OS Mexiko-Stadt, Mexiko | 14. Oktober 1968  |
| Meisterschaftsrekord | 6,55 m | Irena Kirszenstein   | EM Budapest, Ungarn     | 3. September 1966 |

Der bestehende EM-Rekord wurde hier in Athen nicht erreicht. Der weiteste Sprung gelang der polnischen Europameisterin Mirosława Sarna mit 6,49 m, womit sie den Rekord um sechs Zentimeter verpasste.
Zum Welt- und Europarekord fehlten ihr 33 Zentimeter.

## Durchführung
Bei nur dreizehn Teilnehmerinnen verzichteten die Organisatoren auf die für den 18. September, 10:40 Uhr vorgesehene Qualifikation. So traten alle Athletinnen gemeinsam zum Finale am 19. September an.

## Finale

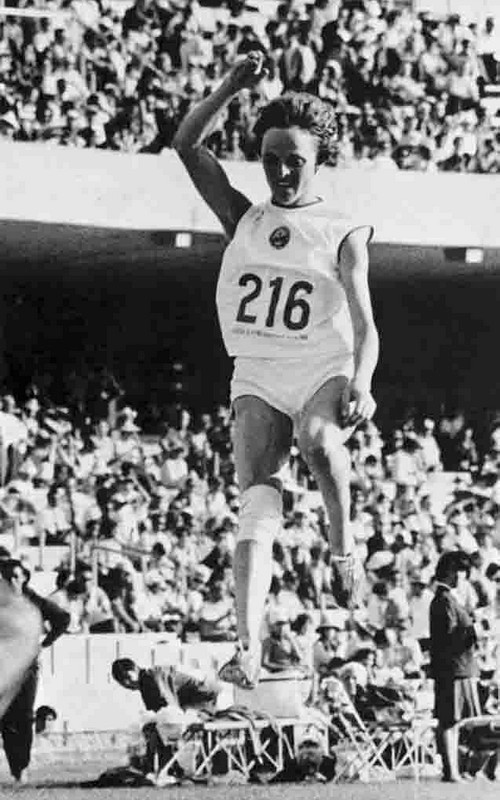
Die Olympiasiegerin von 1968 und Weltrekordlerin Viorica Viscopoleanu wurde Vizeeuropameisterin
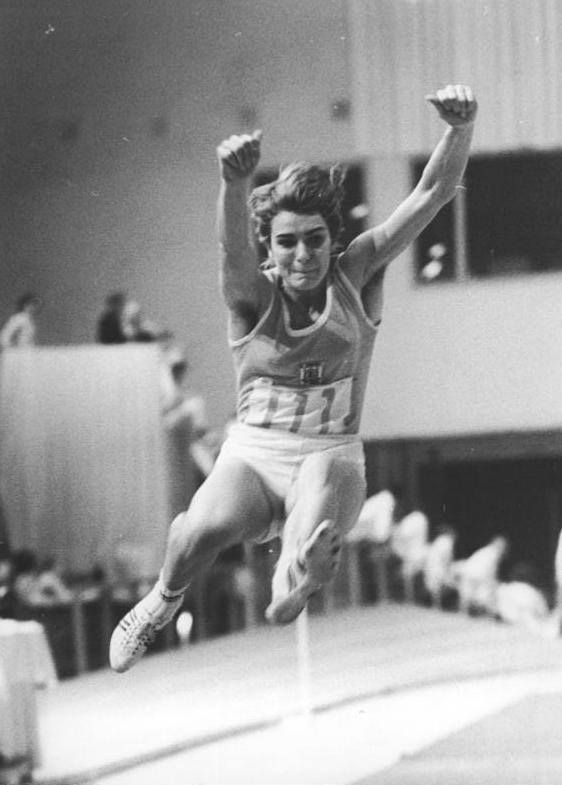
Kristina Hauer, spätere Kristina Albertus, erreichte Platz acht

19. September 1969
| Platz | Name                 | Nation           | Weite (m) |
| ----- | -------------------- | ---------------- | --------- |
| 1     | Mirosława Sarna      | Polen            | 6,49      |
| 2     | Viorica Viscopoleanu | Rumänien         | 6,45      |
| 3     | Berit Berthelsen     | Norwegen         | 6,44      |
| 4     | Diana Jorgowa        | Bulgarien        | 6,31      |
| 5     | Tamara Bytschkowa    | Sowjetunion      | 6,29      |
| 6     | Maureen Barton       | Großbritannien   | 6,28      |
| 7     | Eva Kucmanová        | Tschechoslowakei | 6,21      |
| 8     | Kristina Hauer       | DDR              | 6,19      |
| 9     | Moira Wells          | Großbritannien   | 6,16      |
| 10    | Sheila Sherwood      | Großbritannien   | 6,15      |
| 11    | Sieglinde Ammann     | Schweiz          | 6,14      |
| 12    | Meta Antenen         | Schweiz          | 6,13      |
| 13    | Charoula Sasagianni  | Griechenland     | 5,43      |

## Video
- European Athletics Finals (1969), Bereich: 2:05 min bis 2:12 min, youtube.com, abgerufen am 24. Juli 2022